# Jonathan Constancia
Jonathan Constancia (Willemstad, Curaçao, 20 maart 1986) is een Nederlandse aanvaller die uitkomt voor HSV Hoek
Constancia begon met voetballen bij de amateurs van VV Terneuzen. Als 12-jarige viel de kleine Constancia zo op dat hij promoveerde naar de B'tjes van Terneuzen. Ook het Belgische AA Gent was de kwaliteiten van 'Jona' niet ontgaan. Al snel maakte hij de overstap naar Gent waar hij uiteindelijk de gehele jeugdopleiding zou doorlopen.
De Terneuzenaar debuteerde in het betaald voetbal voor AA Gent als 17-jarige met een invalbeurt tegen La Louvière op 29 november 2003. Twee minuten voor tijd mocht de Terneuzenaar invallen voor Milan Mrdakovic. Na zijn debuut viel Constancia nog viermaal in voor AA Gent. Na het seizoen maakte Gent bekend dat Constancia in het volgende seizoen op huurbasis zou gaan uitkomen voor Heracles Almelo. Voor zijn overstap viel Constancia nog eenmaal in in een wedstrijd om de Intertoto Cup.
Constancia maakte zijn debuut voor Heracles Almelo in de Gouden Gids Divisie op 10 september 2004 uit bij Go Ahead Eagles. Hij viel na 86 minuten in voor Jeffrey de Visscher. In een duel met FC Emmen maakte hij zijn eerste én enige doelpunt in het betaald voetbal voor Heracles. In januari 2005 werd bekend dat Constancia en Heracles per direct uit elkaar gingen, omdat de Zeeuw geen meerwaarde zou zijn voor de ploeg van Peter Bosz. Na terugkomst in Gent zorgde problemen met manager Michel Louwagie er uiteindelijk voor dat Constancia bij Gent werd weggestuurd. Na een op niets uitgelopen stage bij RKC Waalwijk bood MVV Maastricht Constancia een kans om in het betaald voetbal actief te blijven. Voor het seizoen 2005/2006 zou Constancia voor de Maastrichtenaren uitkomen op amateurbasis. Drie weken later was Constancia echter alweer speler-af bij MVV. Volgens trainer Andries Jonker zou Constancia te weinig toe voegen aan de kwaliteit van de selectie. Bovendien bleek opnieuw dat hij disciplinair niet altijd de juiste beslissingen nam.
Na het mislukte avontuur bij MVV trok Constancia zich terug in het Zeeuwse amateurvoetbal waar hij achtereenvolgens uitkwam voor HSV Hoek (2005/2006), VV Terneuzen (2007/2008 tot 2008/2009) en VC Vlissingen (2009/2010 tot 2012/2013). In het seizoen 2013/2014 koam Constancia voor het eerste seizoen uit voor Hoofdklasser VV GOES waar hij tevens aanvoerder was. Daarna speelde hij voor Baronie, Halsteren en opnieuw HSV Hoek 